# Jerry Zucker
Pour les articles homonymes, voir Zucker.
Jerry Zucker est un réalisateur, producteur, acteur et scénariste américain, né le 11 mars 1950 à Milwaukee, dans le Wisconsin.
Il est le frère de David Zucker (réalisateur de Y a-t-il un flic pour sauver le président ?), avec qui il a réalisé de nombreux films en compagnie d'un troisième homme : Jim Abrahams. Ensemble, ils forment le trio surnommé ZAZ.

## Biographie
Jerry Zucker commence sa carrière avec Jim Abrahams et son frère David Zucker. Le trio se produit à Madison, Wisconsin, en tant que troupe de comédie appelée « Kentucky Fried Theatre ». Tous trois co-réalisent Y a-t-il un pilote dans l'avion ? en 1980, puis Top secret ! en 1984, et Y a-t-il quelqu'un pour tuer ma femme ? en 1986. Y a-t-il un pilote dans l'avion ? est classé en haut de liste des meilleurs comédies par Entertainment Weekly[Quand ?].
En 1990, Jerry Zucker réalise seul le film Ghost, nommé pour l'Oscar du meilleur film.

## Filmographie

### Comme réalisateur
- 1979 : Le Lycée des cancres (Rock 'n' Roll High School)
- 1980 : Y a-t-il un pilote dans l'avion ? (Airplane!) coréalisé avec Jim Abrahams et David Zucker
- 1984 : Top secret ! coréalisé avec Jim Abrahams et David Zucker
- 1986 : Y a-t-il quelqu'un pour tuer ma femme ? (Ruthless People) coréalisé avec Jim Abrahams et David Zucker
- 1990 : Ghost
- 1995 : Lancelot, le premier chevalier (First Knight)
- 2001 : Rat Race

### Comme producteur
- 1980 : Y a-t-il un pilote dans l'avion ? (Airplane!)
- 1982 : Police Squad! (Police Squad!) (série TV)
- 1984 : Top secret !
- 1987 : Our Planet Tonight (TV)
- 1988 : Y a-t-il un flic pour sauver la reine ? (The Naked Gun: From the Files of Police Squad!)
- 1991 : Y a-t-il un flic pour sauver le président ? (The Naked Gun 2½: The Smell of Fear)
- 1993 : My Life
- 1994 : Y a-t-il un flic pour sauver Hollywood ? (Naked Gun 33 1/3: The Final Insult)
- 1995 : Les Vendanges de feu (A Walk in the Clouds)
- 1995 : Lancelot, le premier chevalier (First Knight)
- 1997 : Le Mariage de mon meilleur ami (My Best Friend's Wedding)
- 2001 : Rat Race
- 2002 : Amours suspectes (Unconditional Love)
- 2010 : Fair Game
- 2011 : Sexe entre amis

### Comme scénariste
- 1977 : Hamburger Film Sandwich (The Kentucky Fried Movie)
- 1980 : Y a-t-il un pilote dans l'avion ? (Airplane!)
- 1982 : Police Squad (série télévisée)
- 1984 : Top secret !

### Comme acteur
- 1977 : Hamburger Film Sandwich (The Kentucky Fried Movie) : technicien #3 (segment Eyewitness News) / un homme (segment Nytex P.M.) / Beaver (segment Courtroom) / Hands (segment Fixative)
- 1980 : Y a-t-il un pilote dans l'avion ? (Airplane!) : membre de l'équipage au sol #1
- 1984 : Top secret ! : soldat allemand dans la salle d'accessoire

## Distinctions

### Récompenses
- Writers Guild of America Awards 1981 : meilleure comédie adaptée pour Y a-t-il un pilote dans l'avion ?
- Prix du film Mainichi 1991 : meilleur film étranger pour Ghost
- Prix Sant Jordi du cinéma 1991 : meilleur film étranger pour Ghost

### Nominations
- BAFTA Awards 1981 : meilleur scénario pour Y a-t-il un pilote dans l'avion ?
- Primetime Emmy Awards 1982 : meilleure écriture pour une série humoristique pour Police Squad
- Prix Hugo 1991 : meilleure présentation dramatique pour Ghost
- Saturn Awards 1991 : meilleur réalisateur pour Ghost
- Satellite Awards 1998 : meilleur film de comédie ou film musical pour Le Mariage de mon meilleur ami (en tant que producteur)